# Tharsanthes aurantia
Tharsanthes aurantia är en fjärilsart som beskrevs av Jones 1912. Tharsanthes aurantia ingår i släktet Tharsanthes och familjen mott. Inga underarter finns listade i Catalogue of Life.